# 中国—委内瑞拉关系
中国—委内瑞拉关系（西班牙語：Relaciones entre la China y Venezuela），是指歷史上的中國和委內瑞拉的關係，1941年中华民国与委内瑞拉建交，并于1944年互设公使馆，在1966年升为大使级外交关系，直到1974年中止，之后委内瑞拉与中华人民共和国於1974年6月28日建交。兩者關係因支持社会主义的委內瑞拉前總統烏戈·查維茲和中國前領導人胡錦濤而變得越來越重要。
2023年9月13日，委内瑞拉总统马杜罗访华期间与中共中央总书记兼中国国家主席习近平共同宣布两国关系为全天候战略伙伴关系。

## 高層互訪
中國：中共中央總書記兼國家主席江澤民、習近平；國務院總理李鵬；國家副主席曾慶紅、李源潮；國務院副總理回良玉；全國人大常委會副委員長烏云其木格、陳昌智；全國政協主席李瑞環；全國政協副主席黃孟复；中共中央政治局常委李長春；中共中央政治局委員黃菊、吳邦國、吳官正；國務委員羅幹；農業農村部長韓長賦。
委內瑞拉：總統埃雷拉、查維茲、馬杜羅；副總統阿雷阿薩、羅德里格斯；國會主席費爾南德斯；全國代表大會主席索托、卡韋略；最高法院院長莫雷諾；央行行長奧爾特加；部長理事會副主席拉米雷斯、托雷斯、羅德里格斯、梅嫩德斯；外長豪阿、阿雷亞薩；副外長普拉森西亞、莫利納；經濟財政部長西蒙·塞爾帕；外貿外資部部長科太奇；住房部長克維多；旅遊部長孔特萊拉斯；統社黨副主席阿丹·查維茲、卡韋略；統社黨全國領導委員會委員馬爾多納多。

### 軼事

#### 國歌走音事件
2014年7月20日，中共中央總書記習近平出訪委內瑞拉，期間作為東道主的委內瑞拉，在機場舉行隆重歡迎儀式，軍樂團演奏中華人民共和國國歌，期間出現不協調及走音的情況，令不少網民指出聽後「笑到根本停不下來」，又笑言「聽起來別有味道」，戲指該曲為「義勇軍變奏曲」。

## 經貿關係
兩國貿易於1999年以前少於5億美元，2009年已達75億美元。2014更升至138.9亿美元，其中中國进口94.46亿美元，委內瑞拉進口44.44亿美元，中方主要出口电器、计算机、电子产品、机械设备等，主要进口原油、成品油、铁矿砂及其精矿等。中國因此成為委內瑞拉第二大貿易伙伴，委內瑞拉亦成為中國最主要拉丁美洲投資地。委內瑞拉亦向中國出口石油及其他資源。
自委內瑞拉危機爆發以來，委內瑞拉多次向中國寻求资助。2018年9月12日马杜罗访华抵达北京时，甚至对媒体称，中国就像委内瑞拉的“老大哥”，对进一步深化委内瑞拉与中国的关系“期望甚高”。
根据英国广播公司报道，截至2018年9月，委內瑞拉有約200億美元未償還中國貸款。2019年委内瑞拉总统地位危机期間有媒體統計委內瑞拉欠中國貸款高達500億美元。
另据美国之音报道，2019年1月底美國宣佈對委內瑞拉國有石油公司實施制裁以來，中國一直是委內瑞拉原油的最主要進口國。2019年上半年，中國進口委內瑞拉原油八百六十七萬噸，約占中國全部原油進口3.5%。不過，面對特朗普八月初以行政命令方式，強化對委內瑞拉馬杜羅政府制裁，其中包括凍結委內瑞拉政府在美資產，揚言懲罰繼續與委內瑞拉保持業務往來的公司以後，中國調整了原有的購油計劃。8月，中國石油天然氣集團公司已停止購買和裝運委內瑞拉原油，而据彭博社报道，中石油原計劃八月份購買五百萬桶委內瑞拉原油。路透社则援引消息人士的話說，中方擔心，假如執意繼續購買委內瑞拉原油，將難免受到特朗普政府制裁的打擊。路透社報導还說，美國駐華使館為此曾與中石油溝通。中方暫停購買和裝運委內瑞拉原油，似乎與美方的溝通有關。

## 文化關係
1981年两国签订政府间文化合作协定。2003年6月，委內瑞拉舉行“中国文化周”。中国自1961年开始接受委内瑞拉留学生，截至2018年，共接受委奖学金生359名，中方派出留学生5名。2006年8月，中委签署《中国旅游团队赴委内瑞拉旅游实施方案的谅解备忘录》。2007年1月，中國正式启动中国旅游团队赴委旅游组团业务。
2008年10月底，中国成功为委发射“委内瑞拉一号”通信卫星，2009年1月正式交付委方使用。此系中国在拉美地区第一颗整星出口、在轨交付的商业卫星。2012年9月底，中国成功为委发射“委内瑞拉遥感卫星一号”。2017年10月，中方为委方成功发射第二颗遥感卫星“委遥二号”。2023年7月，中委两国航天部门签署《关于国际月球科研站合作的联合声明》。

## 軍事關係
1981年，中委达成互设武官处协议。20世纪90年代以来，两军高层交往与合作增多。近年来，中委兩國多位軍官均有進行互訪。2011年，中国人民解放军仪仗方队赴委参加委独立200周年庆祝仪式。2015年，委内瑞拉代表队参加中国人民抗日战争暨世界反法西斯战争胜利70周年纪念活动阅兵式。2018年9月，中国海军“和平方舟”号医院船对委进行友好访问。

## 外部連結
- 中華人民共和國駐委內瑞拉玻利瓦爾共和國大使館官方網站（简体中文）（西班牙文）
  - 中華人民共和國駐委內瑞拉玻利瓦爾共和國大使館經濟商務處官方網站（简体中文）
- 委內瑞拉駐華大使館官方網站（西班牙文）